# Виталий Кличко — Дэнни Уильямс
Виталий Кличко — Дэнни Уильямс — профессиональный боксёрский двенадцатираундовый поединок в тяжёлом весе между украинским боксёром Виталием Кличко и британским боксёром Дэнни Уильямсом за титулы чемпиона мира по версиям World Boxing Council и журнала The Ring, которыми обладал Виталий Кличко. Поединок состоялся 11 декабря 2004 года в гостинично-развлекательном комплексе Mandalay Bay Resort & Casino в Лас-Вегасе.
Первоначально планировалось провести поединок Виталия Кличко против Майка Тайсона. Однако, после того как Дэнни Уильямс победил Тайсона в очном поединке, соперником Кличко-старшего был выбран Уильямс. Поединку Кличко — Уильямс предшествовал политический кризис на Украине, который поставил бой под угрозу срыва. По мнению большинства специалистов фаворитом в поединке был украинец, но эти же специалисты утверждали, что Уильямс также может быть опасен во время поединка.
По ходу поединка доминировал Виталий Кличко, который четырежды отправлял соперника в нокдаун (в 1-м, 3-м, 7-м и 8-м раундах). В первом раунде Уильямс пытался пробивать по корпусу оппонента, но, не сумев добиться успеха, начал пропускать удары от Кличко, а в конце раунда оказался в нокдауне. В 3-м раунде у Кличко стали видны признаки усталости и он начал пропускать акцентированные удары, однако на последних секундах раунда ему удалось отправить противника во второй нокдаун. В 7-м раунде Уильямс попытался атаковать, но пропустил встречный удар и оказался в третьем нокдауне. В начале 8-го раунда Кличко нанёс удар снизу, отправив соперника в четвёртый нокдаун, после чего рефери прекратил поединок.
После этого поединка Кличко-старший должен был провести обязательную защиту титула против Хасима Рахмана. Однако из-за травм Кличко поединок неоднократно переносился. В итоге, в конце 2005 года Виталий объявил о завершении карьеры профессионального боксёра, и титул чемпиона мира вновь был объявлен вакантным. 11 октября 2008 года Виталий Кличко вернулся на ринг, и, победив тогдашнего чемпиона по версии WBC Сэмюэля Питера, вернул себе титул. Для Уильямса этот поединок стал единственным шансом завоевать чемпионский титул по одной из основных боксёрских версий. После этого боя его карьера пошла на спад: из 45 проведённых им затем поединков он проиграл 23.

## Предыстория
В своём предыдущем поединке, состоявшемся в апреле 2004 года, Виталий Кличко завоевал вакантный чемпионский титул по версии WBC, победив 38-летнего южноафриканского боксёра Корри Сандерса (39-2), который заслужил право оспаривать чемпионский титул, одержав победу над младшим брата Виталия — Владимиром. 30 июля того же года состоялся поединок между бывшим абсолютным чемпионом мира в тяжёлом весе Майком Тайсоном и британцем Дэнни Уильямсом. В этом поединке абсолютным фаворитом считался Тайсон. Однако Уильямсу удалось нокаутировать уставшего оппонента в 4-м раунде.
После боя Тайсон — Уильямс Виталий Кличко заявил, что до этого поединка вёл переговоры об организации поединка «Виталий Кличко — Майк Тайсон». Однако Уильямс «разбил мечту», нокаутировав легендарного Тайсона. Вскоре после этого заявления украинец заявил, что хотел бы провести поединок против Уильямса. В итоге стороны подписали контракт на поединок, который должен был состоятся 11 декабря 2004 года в зале гостинично-развлекательного комплекса Mandalay Bay Resort & Casino в Лас-Вегасе.
В ноябре 2004 года на Украине прошёл второй тур президентских выборов, в котором участвовали Виктор Янукович и Виктор Ющенко. Симпатии Виталия Кличко были на стороне Ющенко, но победу во втором туре одержал Янукович. После этого на Украине началась Оранжевая революция. Демонстрируя свою поддержку Виктору Ющенко, Кличко был готов отменить или перенести поединок против Уильямса. Тем не менее по совету Ющенко Виталий Кличко решил всё же провести бой.

Я знаю, что исход поединка очень важен для Украины, и я полон решимости сделать всё, чтобы быть в наилучшей форме. Думаю, что этот бой станет своего рода «мессиджем», посланием для всех не только в Украине, но и во всём мире.— Виталий Кличко
Ещё одним препятствием на пути к проведению боя стала борода Дэнни. Глава Атлетической комиссии Невады Марк Ратннер предложил осмотреть бороду Уильямса, чтобы определить, сможет ли Дэнни поцарапать ей своего оппонента. Однако сам Уильямс, который являлся приверженцем ислама, заявил, что он не может ни сбрить, ни укоротить бороду по религиозным убеждениям.
Практически на всех пресс-конференциях, предшествовавших поединку, команды Кличко и Уильямса «демонстрировали подчеркнуто джентльменское уважение друг к другу». На одной из таких пресс-конференций, которая состоялась в ноябре в Нью-Йорке, тренер британца Джимми Макдоннелл заявил, что узнал многое о подготовке Виталия из его автобиографии. После этого Виталий подарил ему свою книгу «Наш фитнес», сказав, что из неё Макдоннелл «может узнать ещё больше». На последней предматчевой пресс-конференции, которая состоялась в среду 8 декабря, Уильямс сказал, что слабой стороной Виталия является его характер. Эту мысль поддержал и его тренер, который также заявил, что Уильямс сможет устроить своему визави «отчаянную ситуацию», в которой Виталий не сможет выстоять; одновременно с этой фразой Джимми «швырнул на стол Виталию его книгу про фитнес», которую так и не прочитал. На конференции присутствовал и экс-чемпион мира по версии WBO Херби Хайд, который в 1998 году проиграл Виталию Кличко. Во времена чемпионства Хайда одним из его спарринг-партнёров был Дэнни Уильямс, который, по неофициальным данным, сумел нокаутировать его. Херби попытался устроить потасовку, но вмешалась охрана, которая вывела бывшего чемпиона из помещения. 10 декабря состоялось взвешивание, на котором действующий чемпион весил 113,39 кг, а его оппонент — 122,47 кг (по другим данным Уильямс весил 121,5 кг, а Кличко весил на 9 кг меньше).

## Прогнозы и мнения
По мнению большинства спортивных журналистов и боксёров, в этом поединке фаворитом считался Виталий Кличко. Однако большинство специалистов отмечали, что победа над Майком Тайсоном в прошлом поединке Уильямса была весьма неожиданной и подобная ситуация может повториться. Журналисты украинского боксёрского издания «Ринг», делая прогноз на этот поединок, единогласно были уверены в досрочной победе Виталия Кличко. Однако мнения относительно раунда, в котором Кличко победит Уильямса, разнились. Большинство журналистов сайта Maxboxing.com также были уверены в победе Виталия. Делая прогноз на этот поединок, 7 из 10 журналистов этого ресурса предрекли досрочную победу украинца, а трое были уверены в том, что досрочно завершить этот поединок удастся именно Уильямсу. Журналист британской газеты The Manila Times Анастасио Самотоа, говоря об этом поединке, подчеркнул, что Дэнни Уильямс слабее, чем его визави. Двумя важными качествами, которыми обладал британец, были его уверенность и мужество, которые, по мнению Самотоа, не должны были помешать Виталию нокаутировать Уильямса. Ставки на тотализаторе принимались из расчёта 4 к 1 в пользу действующего чемпиона.
Чемпионы мира по боксу Антонио Тарвер и Глен Джонсон отмечали, что претендент обладает храбростью и крепким подбородком, но при этом сомневались в возможной победе Уильямса. Майк Тайсон, говоря о поединке Кличко — Уильямс, сказал, что Дэнни сейчас находится на пике своей славы и может быть опасен для Виталия в поздних раундах поединка. Однако это не должно помешать украинцу завершить поединок нокаутом со 2-го по 4-й раунды. Бывший абсолютный чемпион мира Ларри Холмс сказал, что у Дэнни Уильямса есть шансы победить Кличко-старшего, если британец сможет защититься от ударов Виталия с правой руки. Другой бывший абсолютный чемпион — британец Леннокс Льюис, который побеждал Майка Тайсона (в 2002 году) и Виталия Кличко (в 2003 году), дал совет своему соотечественнику, как одержать победу над Виталием Кличко. Льюис считал, что Дэнни сможет победить в этом поединке тремя способами. Первый из них заключался в том, чтобы рассечь кожу над глазом Виталия, второй — в том, чтобы пробивать удары по корпусу и тем самым ухудшать выносливость украинца, а третьим способом победить Кличко, по мнению Льюиса, была победа судейским решением, если Уильямс сумеет «перебоксировать» украинца.
Вице-президент телевизионной сети HBO Марк Таффет заявил, что победа над Уильямсом «даст Виталию возможность стать общепризнанным чемпионом в супертяжёлом весе».
| Прогнозы журналистов на поединок | Прогнозы журналистов на поединок | Прогнозы журналистов на поединок                          |
| Издание                          | Журналист                        | Прогноз                                                   |
| -------------------------------- | -------------------------------- | --------------------------------------------------------- |
| Maxboxing.com                    | Майкл Кац                        | Победа Виталия Кличко нокаутом в 3-м раунде.              |
| Maxboxing.com                    | Армандо Альварес                 | Победа Виталия Кличко нокаутом в 3-м раунде.              |
| Maxboxing.com                    | Даг Фишер                        | Победа Дэнни Уильямса нокаутом.                           |
| Maxboxing.com                    | Гэри Ренндел                     | Победа Виталия Кличко техническим нокаутом в 11-м раунде. |
| Maxboxing.com                    | Аллан Скотто                     | Победа Виталия Кличко нокаутом в 6-м раунде.              |
| Maxboxing.com                    | Джейсон Пробст                   | Победа Виталия Кличко нокаутом в 6-м раунде.              |
| Maxboxing.com                    | Стивен Тоби                      | Победа Виталия Кличко нокаутом в 5-м раунде.              |
| Maxboxing.com                    | Ли Грувз                         | Победа Виталия Кличко нокаутом в 8-м раунде.              |
| Maxboxing.com                    | Диего Моррила                    | Победа Дэнни Уильямса техническим нокаутом в 6-м раунде.  |
| Maxboxing.com                    | Джеймс Макдоннелл                | Победа Дэнни Уильямса техническим нокаутом в 8-м раунде.  |
| Ринг                             | Игорь Витько                     | Победа Виталия Кличко техническим нокаутом в 5-м раунде.  |
| Ринг                             | Евгений Пилипенко                | Победа Виталия Кличко техническим нокаутом в 5-м раунде.  |
| Ринг                             | Олег Сарычев                     | Победа Виталия Кличко техническим нокаутом в 7-м раунде.  |
| Ринг                             | Том Хоган                        | Победа Виталия Кличко нокаутом в 3-м раунде.              |

## Ход поединка
В начале первого раунда Уильямс атаковал соперника и пытался сократить дистанцию, для того чтобы лишить Кличко преимущества, которое тот имел благодаря своему росту и размаху рук. Таким образом Уильямс решил последовать второму совету Льюиса — пробивать удары по корпусу, сокращая дистанцию. Однако эта стратегия не увенчалась успехом, а претендент при этом пропустил несколько джебов (прямых ударов) с левой руки, а затем ещё и несколько ударов с правой руки. За полминуты до окончания раунда Кличко несколько раз попал по своему сопернику и потряс его, в результате чего тот оказался в нокдауне и поднялся на счёт «девять». Во втором раунде чемпион продолжил реализовывать свой план на поединок, он выбрасывал прямые удары с дальней дистанции, затем сокращал дистанцию и наносил несколько акцентированных ударов, после чего вновь отходил на дальнюю дистанцию. Однако комментатор Владимир Гендлин-старший отметил, что во 2-м раунде Уильямс «выглядел гораздо лучше, чем в первом [раунде]».
Первые две с половиной минуты 3-го раунда стали «самыми успешными для Уильямса в этом поединке», он начал уделять большое внимание своей защите, и старался не дать Виталию попасть по себе, затем он начал поднимать темп и провёл несколько удачных атак, которые пришлись на корпус и голову чемпиона. Виталий Кличко не держал свои руки на уровне головы, а, напротив, опускал их, благодаря чему удары британца стали попадать ему в голову; некоторые журналисты отмечали, что тогда появились первые признаки усталости у Виталия. Однако, менее чем за 10 секунд до окончания раунда Виталий успешно контратаковал Дэнни Уильямса, попав по нему двухударной комбинацией — правым джебом и левым апперкотом (ударом снизу). Вследствие этих попаданий Дэнни оказался во втором нокдауне, но снова сумел подняться. В 4-м и 5-м раундах ситуация не изменилась, и поединок по-прежнему проходил с преимуществом действующего чемпиона, которому удавалось проводить успешные атаки и попадать по сопернику акцентированными ударами. Во время этих раундов Кличко смог несколько раз потрясти соперника, но тому удавалось оставаться на ногах и время от времени пробивать акцентированные удары.
В шестом раунде Уильямс сумел несколько раз попасть по голове соперника хуком с левой руки, но Кличко не утрачивал преимущество благодаря тому, что постоянно выбрасывал прямые удары. В следующем раунде Уильямс «сохранил скорость, и даже повысил её». За минуту до окончания раунда Дэнни попытался ударить размашистым левым хуком в голову украинца, но тот выбросил встречный удар с левой руки и в третий раз отправил Уильямса в нокдаун. Претендент поднялся на счёт «шесть» и сумел достоять до окончания раунда. В перерыве между седьмым и восьмым раундами Уильямс выглядел измотанным и обессиленным, но это не помешало ему сохранить прежнюю активность в следующем раунде. Менее чем через минуту после начала 8-го раунда Виталий Кличко провёл мощный апперкот по подбородку соперника и потряс его. За 1 минуту 48 секунд до окончания раунда украинец пробил двухударную комбинацию (левый и правый прямой) и отправил соперника в 4-й нокдаун. Дэнни поднялся, но рефери поединка Джей Неди дал отмашку о завершении боя. В итоге победа техническим нокаутом в 8-м раунде (TKO8) была присуждена Виталию Кличко.
| Счёт судейских записок на момент остановки боя | Счёт судейских записок на момент остановки боя | Счёт судейских записок на момент остановки боя | Счёт судейских записок на момент остановки боя | Счёт судейских записок на момент остановки боя | Счёт судейских записок на момент остановки боя |
| Даниэль ван де Вилле                           | Даниэль ван де Вилле                           | Джерри Рот                                     | Джерри Рот                                     | Дуэйн Форд                                     | Дуэйн Форд                                     |
| ---------------------------------------------- | ---------------------------------------------- | ---------------------------------------------- | ---------------------------------------------- | ---------------------------------------------- | ---------------------------------------------- |
| Виталий Кличко                                 | Дэнни Уильямс                                  | Виталий Кличко                                 | Дэнни Уильямс                                  | Виталий Кличко                                 | Дэнни Уильямс                                  |
| 70                                             | 60                                             | 70                                             | 59                                             | 70                                             | 60                                             |

### Статистика ударов
| Боксёры        | Раунд             | 1     | 2     | 3     | 4     | 5     | 6     | 7     | 8     | Всего   |
| -------------- | ----------------- | ----- | ----- | ----- | ----- | ----- | ----- | ----- | ----- | ------- |
| Виталий Кличко | Попаданий/всего   | 53/94 | 41/75 | 33/59 | 35/71 | 37/81 | 30/70 | 33/56 | 22/33 | 284/539 |
| Виталий Кличко | Процент попаданий | 56 %  | 55 %  | 56 %  | 49 %  | 46 %  | 43 %  | 59 %  | 67 %  | 53 %    |
|                |                   |       |       |       |       |       |       |       |       |         |
| Дэнни Уильямс  | Попаданий/всего   | 4/21  | 4/22  | 9/30  | 4/26  | 4/20  | 10/32 | 6/28  | 3/14  | 44/193  |
| Дэнни Уильямс  | Процент попаданий | 19 %  | 18 %  | 30 %  | 15 %  | 20 %  | 31 %  | 21 %  | 21 %  | 23 %    |

## Андеркарт
В таблице перечислены результаты всех поединков боксёров.
В каждой строке указан результат поединка. Дополнительно номер поединка обозначен цветом, который обозначает итог поединка. Расшифровка обозначений и цветов представлена в нижеследующей таблице.
| Пример | Расшифровка                     |
| ------ | ------------------------------- |
|        | Победа                          |
|        | Ничья                           |
|        | Поражение                       |
|        | Планируемый поединок            |
|        | Поединок признан несостоявшимся |
| КО     | Нокаут                          |
| ТКО    | Технический нокаут              |
| PTS    | Решение судей (по очкам)        |
| UD     | Единогласное решение судей      |
| MD     | Решение большинства судей       |
| SD     | Раздельное решение судей        |
| RTD    | Отказ от продолжения боя        |
| DQ     | Дисквалификация                 |
| NC     | Поединок признан несостоявшимся |

| Боксёр                             | Итог боя   | Боксёр                     | Примечания                                                                              |
| ---------------------------------- | ---------- | -------------------------- | --------------------------------------------------------------------------------------- |
| Виталий Кличко (34-2)              | TKO8 (12)  | Дэнни Уильямс (32-3)       | Бой за титул чемпиона мира в тяжёлом весе по версиям WBC и журнала The Ring.            |
| Карлос Наварро (25-3-1)            | TKO11 (12) | Агапито Санчес (33-10-3)   | Бой за титул чемпиона американского континента во втором полулёгком весе по версии WBC. |
| Мигель Кото (21-0)                 | TKO6 (12)  | Рэндалл Бейли (28-4)       | Бой за титул чемпиона мира во втором лёгком весе по версии WBO.                         |
| Карлос Эрнандес (40-4-1)           | SD10 (10)  | Хуан Карлос Рамирес (34-6) | Рейтинговый поединок в лёгком весе.                                                     |
| Каи Курзава (17-0)                 | UD10 (10)  | Роберто Коэльо (33-13)     | Рейтинговый поединок в полутяжёлом весе.                                                |
| Мохамад Абдаллах Саид Салем (17-3) | SD8 (8)    | Данило Хойслер (24-2)      | Рейтинговый поединок в полутяжёлом весе.                                                |

## После боя
Виталий Кличко вышел на поединок, повязав на свои боксёрские трусы оранжевую ленточку — один из символов Оранжевой революции, а после боя попросил своих тренеров принести «флаг Ющенко». Эти действия вызвали шквал критики со стороны украинских и российских соратников Виктора Януковича.

Сейчас уже почти забыт скандал, разразившийся в России после боя Виталия Кличко с Дэнни Уильямсом. Впрочем, скандал подразумевает наличие как минимум двух сторон, а здесь сторона была одна, которая скандалила сама с собой, так что точнее было бы это назвать просто ором. На Украине в конце 2004 года шли выборы. Россия выбрала в качестве украинского президента Януковича, и по телевидению у нас тогда развернулись «дебаты» между сторонниками Януковича в Москве и его же сторонниками на Украине.— Александр Беленький. 2006 год
Следующий свой поединок Виталий Кличко планировал провести против обязательного претендента на титул чемпиона мира по версии WBC — Хасима Рахмана. Поединок «Виталий Кличко — Хасим Рахман» несколько раз переносился из-за травм Виталия, которые тот получал на тренировках. В итоге, в конце 2005 года Виталий объявил о завершении спортивной карьеры и титул чемпиона мира вновь стал вакантным. 11 октября 2008 года Виталий Кличко вернулся на ринг, и, победив тогдашнего чемпиона мира по версии WBC Сэмюэля Питера (30-1), вернул себе чемпионский титул.
Для Уильямса этот поединок стал единственным шансом стать чемпионом мира по одной из основных боксёрских версий. В 2011 году, говоря о поединке против Виталия Кличко, Уильямс назвал этот бой одной из самых больших своих ошибок. В 2018 году в возрасте 44 лет Уильямсу всё же удалось стать чемпионом мира по одной из малозначимых версий — GBF (англ. Global Boxing Federation). По состоянию на сентябрь 2020 года Дэнни Уильямс продолжал выступать на профессиональном ринге. После поединка с Виталием Кличко он провёл ещё 48 поединков — 22 выиграл, 25 проиграл и 1 был признан не состоявшимся.

## Комментарии
1. ↑  В поединке Льюис—Кличко доминировал украинский боксёр, который выиграл по мнению трёх боковых судей четыре раунда из шести. Однако в третьем раунде Льюис нанёс удар, повлекший за собой рассечение, из-за которого после 6 раунда бой был остановлен.
2. ↑  Во время поединка, боксёр должен держать руки поднятыми для того чтобы защитить голову и корпус от ударов противника. Опущенные руки могут свидетельствовать как об усталости боксёра, так и об особенностях его техники.
3. ↑  На тот момент существовало три основных организации в профессиональном боксе — WBA, WBC и IBF, а с 2007 года к ним стала причисляться и WBO.